# Милькера
Милькера — река на севере Дальнего Востока России, протекает по территории Билибинского района Чукотского автономного округа. Длина реки — 69 км.
Название произошло от чук. Мылгыран — «землянка».
Берёт истоки с отрогов массива Коокуней. В северной части гор Коокуней, на водоразделе р. Эргувеем и р. Милькера, находится гора Белая (координаты 69°17’N 165°37’E).
Протекает в северо-восточном направлении, в низовьях русло меандрирует, впадает в Восточно-Сибирское море. Юго-западнее устья р. Милькера, на побережье Восточно-Сибирского моря, находится озеро Заяц (координаты 69°34’N 165°48’E), юго-восточнее устья — озеро Сточное
Крупные притоки: Багира, Мельгыран-Гуйтеньрывеем (Мэльгыран-Гуйтеньрывеем) (оба — справа), ручьи Перевальный, Прохладный, Раздольный, Суровый (все — левые притоки), Приозёрный, Юрта (оба — прав.) .

## Данные водного реестра
По данным государственного водного реестра России относится к Анадыро-Колымскому бассейновому округу.